# Poecilohetaerus balius
Poecilohetaerus balius är en tvåvingeart som beskrevs av Schneider 1991. Poecilohetaerus balius ingår i släktet Poecilohetaerus och familjen lövflugor. Inga underarter finns listade i Catalogue of Life.